# Wantirna South
Wantirna South är en del av en befolkad plats i Australien. Den ligger i regionen Knox och delstaten Victoria, omkring 24 kilometer öster om delstatshuvudstaden Melbourne.
Runt Wantirna South är det tätbefolkat, med 819 invånare per kvadratkilometer.. Närmaste större samhälle är Rowville, nära Wantirna South.
Runt Wantirna South är det i huvudsak tätbebyggt. Genomsnittlig årsnederbörd är 1 244 millimeter. Den regnigaste månaden är juli, med i genomsnitt 140 mm nederbörd, och den torraste är januari, med 49 mm nederbörd.